# Jack Weerts
Jack Weerts (Zeilberg, 22 november 1969) is een voormalige Nederlandse voetballer die tijdens zijn profloopbaan uitsluitend voor VVV uitkwam.
Weerts maakte in 1986 de overstap van SV Deurne naar de jeugdopleiding van VVV. Vanwege het tussentijdse vertrek van Bert Verhagen naar PSV en een blessure van Roger Polman liet trainer Sef Vergoossen de 19-jarige centrale verdediger op 5 maart 1989 in de basiself starten in de uitwedstrijd bij FC Groningen. VVV verloor met 7-3, maar de kopsterke Weerts luisterde zijn competitiedebuut direct op met een doelpunt. In de daaropvolgende seizoenen slaagde de Brabander er niet in om een vaste waarde te worden, ook al omdat hij voor een vaste plek in de centrale defensie te maken kreeg met de concurrentie van Maurice Rayer. Na de degradatie uit de Eredivisie in 1992 ging hij niet in op een sterk verlaagde contractaanbieding van de Venlose club, vertrok naar de amateurs van Wilhelmina '08 en een jaar later naar SV Panningen. Bij de toenmalige hoofdklasser groeide Weerts uit tot international van het Nederlands amateurvoetbalelftal. Na zijn vertrek bij Panningen ging hij op lager niveau voetballen bij RKSV Liessel. Na zijn voetbalcarrière is Weerts actief als accountant.

## Clubstatistieken
| Seizoen         | Club            | Competitie      | Competitie | Competitie | Beker | Beker | Nacompetitie | Nacompetitie | Totaal | Totaal |
| Seizoen         | Club            | Competitie      | Wed.       | Dlp.       | Wed.  | Dlp.  | Wed.         | Dlp.         | Wed.   | Dlp.   |
| --------------- | --------------- | --------------- | ---------- | ---------- | ----- | ----- | ------------ | ------------ | ------ | ------ |
| 1988/89         | VVV             | Eredivisie      | 4          | 1          | 0     | 0     | —            | —            | 4      | 1      |
| 1989/90         | VVV             | Eerste divisie  | 4          | 0          | 1     | 0     | —            | —            | 5      | 0      |
| 1990/91         | VVV             | Eerste divisie  | 9          | 0          | 0     | 0     | 3            | 0            | 12     | 0      |
| 1991/92         | VVV             | Eredivisie      | 11         | 0          | 2     | 0     | —            | —            | 13     | 0      |
| Carrière totaal | Carrière totaal | Carrière totaal | 28         | 1          | 3     | 0     | 3            | 0            | 34     | 1      |